# Palmer Bros. Engines
Palmer Bros. Engines Inc. war ein US-amerikanischer Hersteller von Motoren und Automobilen. Weitere genannte Firmierungen sind Palmer Brothers und Palmer Bros.

## Unternehmensgeschichte
Die Brüder Frank und Ray Palmer hatten 1894 in Mianus in Connecticut einen Zweitakt-Ottomotor für Boote hergestellt. Er gilt als der erste dieser Art an der Ostküste der Vereinigten Staaten. 1895 begann die Serienproduktion. Wenig später entstanden drei bis vier Stück pro Woche.
1899 stellten sie ein Automobil her. Es wurde aber nicht vermarktet. Kurz nach 1900 erfolgte der Umzug ins nahegelegene Cos Cob bei Greenwich.
Ab 1914 entstanden erneut Automobile. Diesmal wurden sie als Palmer vermarktet. 1915 endete die Fahrzeugproduktion. Zu dieser Zeit bot das Unternehmen 30 verschiedene Schiffsmotoren mit Leistungen zwischen 2 PS und 75 PS an.
Frank Palmer starb 1944 und sein Bruder 1953. Unter anderer Leitung existierte das Unternehmen bis Anfang der 1970er Jahre.

## Fahrzeuge
Der Prototyp von 1899 hatte einen Zweizylinder-Zweitaktmotor.
Die Fahrzeuge der Jahre 1914 bis 1915 entsprachen in einigen Punkten den damals gebräuchlichen Cyclecars. Allerdings wurden sie etwas höher auf dem Markt als Light Car, also Kleinwagen, platziert. Sie hatten einen wassergekühlten Vierzylindermotor. 69,85 mm Bohrung und 82,55 mm Hub ergaben 1265 cm³ Hubraum. Die Motorleistung war mit 12,1 PS angegeben. Das Fahrgestell hatte 254 cm Radstand und 107 cm Spurweite. Die offene Karosserie bot Platz für zwei Personen nebeneinander. Genannt werden ein Bear-Cat Type Roadster für 325 US-Dollar und ein Stream-Line Roadster für 350 Dollar. Elektrisches Licht gehörte zur Serienausstattung. Die Höchstgeschwindigkeit war mit 64 km/h angegeben.